# Henryk Sienkiewicz
Henryk Adam Aleksander Pius Sienkiewicz (Wola Okrzejska, Poljska, 5. svibnja 1846. – Vevey, Švicarska, 15. studenoga 1916.), poljski književnik.
Studirao je filologiju u Varšavi, a s putovanja po Njemačkoj, Francuskoj i Engleskoj slao je poljskim novinama putopise pod pseudonimom Litwos. Proputovao je Ameriku, Europu i Afriku. 
Nakon povratka u Poljsku, posvetio se proučavanju povijesti, što je rezultiralo trilogijom o Poljskoj sredinom 17. stoljeća: Ognjem i mačem, Potop i Gospodin Wolodyjowski.
Nakon što je izdan roman Quo vadis? 1895., Sienkiewicz je nagrađen godine 1905. Nobelovom nagradom za književnost. Neizmjerno je bio popularan u Poljskoj. Godine 1900. je nacionalnim doprinosima skupljeno dovoljno sredstava da mu se kupi dvorac u kojemu su živjeli njegovi predci.

## Djela
- Ognjem i mačem (Ogniem i mieczem, 1884.)
- Potop (Potop, 1886.)
- Pan Wolodyjowski (Pan Wołodyjowski,1888.)
- Quo vadis? (Quo Vadis, 1896.)
- Križari (Krzyżacy, 1900.)
- Kroz pustinju i prašumu (W pustyni i w puszczy, 1911.)
- Ključevi kraljevstva

## Vanjska poveznica
- Museum Oblegorek